# Potworów (Powiat Przysuski)
Potworów ist ein Dorf sowie Sitz der gleichnamigen Landgemeinde im Powiat Przysuski der Woiwodschaft Masowien, Polen.

## Gemeinde
Zur Landgemeinde Potworów gehören folgende 15 Ortschaften mit einem Schulzenamt:
Dąbrowa Goszczewicka
Długie
Grabowa
Grabowska Wola
Jamki
Kacperków
Kozieniec
Łojków
Marysin
Mokrzec
Potworów
Rdzuchów
Rdzuchów Kolonia
Rdzów
Sady
Wir
Weitere Orte der Gemeinde sind Dłuska Wola, Gackowice, Olszany, Olszyna, Podgóry, Potworów PGR, Pólka, Wir Stary, Nowy Wir-Kolonia, Wirówek, Wymysłów, Zachatka und Żabia Wólka.